# Abraham Cohen Herrera
Abraham Cohen de Herrera, auch Abraham Irira, christlicher Taufname Alonso Nunez de Herrera (geboren um 1570 in Lissabon (wahrscheinlich); gestorben 1635 oder 1639 in Amsterdam), war ein Religionsphilosoph und Kabbalist. 

## Leben
Abraham Cohen de Herrera wurde in eine angesehenen Marranenfamilie geboren, die vermutlich aus Córdoba, Andalusien stammte und mit dem Alhambra-Edikt von 1492 der „Katholischen Könige“ Isabella I. von Kastilien und Ferdinand II. von Aragón aus den Herrschaftsgebiete der Krone von Kastilien vertrieben und nach Lissabon floh war. Die Familie konvertierte zum Christentum, praktizierte die jüdische Religion jedoch im Privaten und wanderte Mitte des 16. Jahrhunderts in die Toskana aus.
Er verbrachte seine Kindheit im Florenz der Renaissance und ließ sich später in Ragusa nieder. Er führte ein abenteuerliches Leben. Von Ragusa ging er nach Marokko und ging in den Diensten von Sultan Ahmad al-Mansur der Saadier-Dynastie. Ende des 16. Jahrhunderts befand er sich in Cádiz, wo er zusammen mit anderen Geiseln vom Earl of Essex, einem Freibeuter und Liebhaber der Königin Elisabeth I. von England, gefangen genommen wurde. Abraham Cohen de Herrera wurde nach London gebracht und dort mehrere Jahre lang gefangen gehalten. 
Nach seiner Freilassung ließ er sich in Hamburg und Anfang des 17. Jahrhunderts in Amsterdam, damals auch das Jerusalem des Nordens genannt, nieder. Dort kehrte er offiziell zum Judentum zurück. Er wurde Schüler von Israel Sarug, einem Kabbalisten, der in der Schule von Isaak Luria in Palästina ausgebildet worden war. Abraham Cohen de Herrera widmete sich fortan dem Studium der Kabbala. Er verfasste zwei Hauptwerke, La Puerta del cielo (Himmelspforte) und La Casa de la divinidad (Gotteshaus), die beiden ersten kabbalistischen Werke in Kastilisch. 
Von Christian Knorr von Rosenroth in seiner 1677 in Sulzbach erschienenen Kaballa denudata ins Lateinische übersetzt, übte Die Pforte des Himmels einen großen Einfluss aus, der sowohl in jüdischen Kreisen als auch in christlichen Kreisen, in kabbalistischen Kreisen wie auch in philosophischen Kreisen zu beobachten ist. Seine neuplatonische Exposition der lurianischen Kabbala, wurde von More, Locke, Newton, Leibniz, Hegel, Schelling, D'Alembert und vielen anderen in der lateinischen und von Spinoza oder Menasse ben Israel in der hebräischen Übersetzung gelesen.
In der Nachfolge von Israel Sarug war Abraham Cohen de Herrera einer der wichtigsten Verbreiter der lurianischen Kabbala in Europa. Er starb um wahrscheinlich 1635. Nach seinem Tod wurde er als Mitglied der Portugiesische Gemeinde in Amsterdam auf dem nahe der Stadt gelegenen Friedhof Beth Haim in Ouderkerk beigesetzt.

## Werke (Auswahl)
- Epitome y compendio de la logica.
- Libro de Diffinitiones.
- Casa de la divinidad.
- Puerta del cielo (hebräisch Scha’ar ha-schamajim, 1655 übersetzt von Isaac Aboab da Fonseca).

deutsche Ausgabe
- Das Buch Sha’ar ha-shamayim oder Pforte des Himmels. In welchem die kabbalistischen Lehren philosophisch dargestellt und mit der platonischen Philosophie verglichen werden. Suhrkamp Verlag, Frankfurt am Main 1974, ISBN 3-518-06387-1.